# Joseph Schreyvogel
Joseph Schreyvogel (27. března 1768, Vídeň – 28. července 1832 tamtéž) byl rakouský spisovatel.

## Životopis
Po dokončení školní docházky pracoval od roku 1793 v Österreichische Wochenschrift Johanna Baptista von Alxingera.
V letech 1794 až 1797 působil Schreyvogel v Jeně. Zde se seznámil s Schillerem, a přispíval do časopisu Thalia a Der Teutsche Merkur Christopha Martina Wielanda.
V roce 1797 se vrátil do Vídně. V letech 1802 až 1804 byl nástupcem Kotzebueho na místě tajemníka v Burgtheateru. Od roku 1807 vydával pod jménem Thomas West nebo Karl August West listy Sonntagsblatt (do 1814). V období 1814 až 1832 divadlo řídil. Byl vedoucím i vídeňského Kunst- und Industriecompoir. V roce 1832 převzal divadlo Johann Rudolf Czernin a Schreyvogel odešel do penze.
Je pohřben na vídeňském centrálním hřbitově (skupina 32 A, číslo 45).

## Dílo
- Das Leben ein Traum. 1820
- Donna Diana. 1819
- Don Gutierre. 1834